# Víktor Yanukóvich
Víktor Fiódorovich Yanukóvich(en ucraniano: Віктор Федорович Янукович; en ruso: Ви́ктор Фёдорович Януко́вич; Yenákiyevo, 9 de julio de 1950) es un político ucraniano que fue el cuarto presidente de Ucrania entre 2010 a 2014. También fue primer ministro de Ucrania en varios periodos entre 2002 a 2007. Miembro del Partido de las Regiones, fue destituido de la presidencia por la vía de la revolución del Euromaidán en 2014. Desde entonces, vive exiliado en Rusia.
En las elecciones presidenciales de 2004 Yanukóvich, siendo primer ministro de Ucrania, fue candidato presidencial con el apoyo del presidente Leonid Kuchma, contra el candidato opositor Víktor Yúshchenko. Los partidarios de Yúshchenko acusaron a Yanukóvich de fraude electoral y Estados Unidos, así como países de la Unión Europea y la OSCE respaldaron las denuncias de fraude. Este hecho provocó la Revolución Naranja y la revocación por decisión del Tribunal Supremo de Ucrania de los resultados de las elecciones, ordenando la celebración de nuevas elecciones, en las cuales ganó Yúshchenko y Yanukóvich se vio obligado a dimitir como primer ministro de Ucrania.
Nuevamente se presentó a las elecciones presidenciales de 2010, en las que obtuvo la victoria sobre su rival Yulia Tymoshenko con el 52 % de los votos. A raíz de los disturbios del Euromaidán, fue destituido por la Rada Suprema el 22 de febrero de 2014 por supuesto «abandono de sus funciones», a raíz de su huida, primero a Járkov y luego en dirección desconocida, reapareciendo a la semana en Rusia, en  Rostov del Don. Actualmente se encuentra en busca y captura por Ucrania por motivos de alta traición. Pese a ser el líder del Partido de las Regiones —uno de los principales partidos políticos de Ucrania—, el congreso de esta organización lo expulsó de sus filas el 29 de marzo de 2014.
En 2019, un tribunal ucraniano lo condenó in absentia a trece años de prisión por delito de alta traición. En encuestas realizadas tras abandonar su cargo, Yanukóvich ha sido clasificado como uno de los peores presidentes de la historia de Ucrania.

## Primeros años
Víktor Yanukóvich nació en Zhukovka cerca de Yenakiieve (Óblast de Donetsk, RSS de Ucrania), Unión Soviética. De su infancia ha declarado: «Mi infancia fue difícil y hambrienta. Crecí sin mi madre, que murió cuando yo tenía dos años. Andaba descalzo por las calles. Tuve que luchar por mí mismo cada día».
Yanukóvich es de ascendencia rusa, polaca y bielorrusa. Su madre era una enfermera rusa y su padre un maquinista polaco-bielorruso, originario de Yanuki, en el Raión de Dokshytsy en la actual Bielorrusia. Cuando era un adolescente, Yanukóvich perdió a sus padres y fue criado por su abuela paterna polaca, originaria de Varsovia. Su abuelo y bisabuelos eran lituano-polacos. Yanukóvich tiene medias hermanas del nuevo matrimonio de su padre, pero no tiene contacto con ellas.
El 15 de diciembre de 1967, a la edad de 17 años, Yanukóvich fue condenado a tres años de prisión por participar en un robo y asalto. El 8 de junio de 1970 fue condenado por segunda vez por cargos de agresión. Fue condenado a dos años de prisión y no apeló contra el veredicto. Décadas más tarde, Yanukovych definió sus arrestos y encarcelamientos como «errores de la juventud».
En 1971, Yanukovych se casó con Lyudmyla Nastenko, sobrina del juez de la ciudad de Yenakiyeve. En julio de 1974, Yanukovych se matriculó en el Instituto Politécnico de DonetskEn 1976, como estudiante de segundo año, fue ascendido a director de una pequeña división de camiones en la compañía minera de carbón Ordzhonikidzeugol. Su nombramiento como gerente principal marcó el comienzo de su carrera como ejecutivo de transporte regional. Ocupó varios cargos en empresas de transporte en Yenakiieve y Donetsk hasta 1996.

## Trayectoria política
La carrera política de Yanukóvich comenzó cuando fue nombrado vicejefe de la Administración de la región de Donetsk en agosto de 1996. El 14 de mayo de 1997 fue nombrado gobernador del óblast de Donetsk y se desempeñó entre 1997 y 2002.

### Primer ministro (2002-2004)
El presidente Leonid Kuchma nombró a Yanukóvich para el cargo de primer ministro tras la renuncia de Anatoliy Kínaj en noviembre de 2002.  Yanukóvich comenzó su mandato como primer ministro el 21 de noviembre de 2002 tras una confirmación de 234 votos en la Rada Suprema, ocho más de los necesarios. 

### Campaña presidencial de 2004
En 2004, como primer ministro, Yanukóvich participó en las controvertidas elecciones presidenciales ucranianas como candidato del Partido de las Regiones. La principal base de apoyo de Yanukovich surgió de las regiones del sur y el este de Ucrania, que favorecen lazos estrechos con la vecina Rusia. En la primera ronda de votación, celebrada el 31 de octubre de 2004, Yanukóvich obtuvo el segundo lugar con el 39,3 por ciento de los votos, frente al líder de la oposición Viktor Yuschenko, con el 39,8 por ciento. Debido a que ningún candidato superó el umbral del 50 por ciento, se programó una segunda ronda de votación.
En la segunda vuelta de las elecciones, Yanukóvich fue inicialmente declarado ganador. Sin embargo, la legitimidad de las elecciones fue cuestionada por ucranianos, organizaciones internacionales y gobiernos extranjeros tras las acusaciones de fraude electoral. Las protestas generalizadas resultantes se conocieron como la Revolución Naranja. La segunda vuelta de las elecciones fue posteriormente anulada por el Tribunal Supremo de Ucrania, y en la repetida segunda vuelta, Yanukóvich perdió ante Yúshchenko con el 44,2 por ciento frente al 51,9 por ciento de Yúshchenko.
Después de las elecciones, el parlamento ucraniano aprobó una moción de censura no vinculante contra el gobierno de Yanukovych, instando al presidente saliente Kuchma a destituir a Yanukovych y nombrar un gobierno provisional. Cinco días después de su derrota electoral, Yanukóvich declaró su dimisión al cargo de primer ministro. En noviembre de 2009, Yanukóvich declaró que había admitido la derrota sólo para evitar la violencia. "No quería que las madres perdieran a sus hijos y las esposas a sus maridos. No quería que los cadáveres de Kiev fluyeran por el Dnipro. No quería asumir el poder a través del derramamiento de sangre".

### Segundo mandato como primer ministro

#### Elección

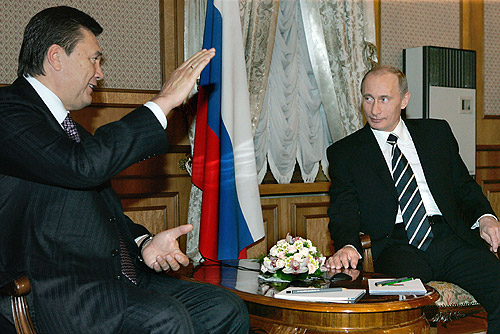
Yanukóvich y Vladímir Putin en 2006.

Luego de la primera reunión parlamentaria del 25 de mayo de 2006, largas negociaciones tuvieron lugar para la formación de la coalición gobernante. Un acuerdo de 'Coalición Naranja' entre (1) Bloque de Yulia Tymoshenko, (2) Bloque Nuestra Ucrania, y (3) Partido Socialista de Ucrania fue logrado para formar gobierno el 22 de junio. El pacto de coalición fue firmado después por el Presidente de Ucrania Víktor Yúshchenko superando sus previas reticencias a que Yuliya Tymoshenko fuese primera ministra.
El pacto fue roto cuando los Socialistas decidieron crear una coalición con el Partido Comunista y el Partido de las Regiones. El líder de los Socialistas Oleksandr Moroz, fue elegido Presidente de la Rada Suprema el 6 de julio. Víktor Yanukóvich fue nombrado primer ministro el 4 de agosto, con el respaldo del bloque rival “Nuestra Ucrania”, después del acuerdo de partidos para las principales políticas estatales expresada en la
Proclama Universal de Unidad Nacional

#### Crisis Política y nuevas elecciones parlamentarias
Antes del decreto presidencial del 2 de abril, en el que disuelve el parlamento de Ucrania, once miembros de la oposición apoyaron al gobierno de Coalición de Unidad Nacional (anteriormente llamada “Coalición Anti-Crisis”). El presidente de Ucrania, Viktor Yushchenko, se da cuenta de que la coalición gobernante podría conseguir la mayoría necesaria de los dos tercios de los escaños que capacitaría al parlamento para eliminar su poder de veto, con el apoyo de la oposición, pero que el derecho individual de los miembros de una facción parlamentaria de apoyar a la coalición gobernante era contraria a lo dispuesto en la Constitución en el artículo 83, cláusula 6, a la que se refiere comúnmente como el mandato imperativo de provisión de estado:  "De acuerdo con los resultados electorales, y sobre la base de un acuerdo común entre varias posiciones políticas, una coalición de facciones parlamentarias será formada en la Verjovna Rada de Ucrania que incluya a la mayoría de los diputados de Ucrania dentro de la composición constitucional de la Verkhovna Rada de Ucrania".
El mandato imperativo dispuesto en la Constitución Ucraniana, es puesto en tela de juicio por la Asamblea de Parlamentarios del Consejo de Europa como antidemocrático. La Asamblea de Parlamentarios en su memorándum explicativo enfatiza que a pesar de que:
entiende que Ucrania, debido a sus razones históricas, evita la acumulación del poder dentro de las manos de una fuerza política, sin embargo, debe considerarse en el curso de las futuras enmiendas constitucionales si no sería mejor para el país el cambiar a un sistema parlamentario pleno, con los adecuados controles y balances y garantías parlamentarias de oposición y competición.
Las elecciones en el año 2007 para el parlamento ucraniano, tuvieron lugar el domingo 30 de septiembre. La fecha de las elecciones fue decidida mediante acuerdo entre el Presidente Víktor Yúshchenko, el primer ministro Viktor Yanukovych y el presidente de la Verkhovnaya Rada (Parlamento ucraniano) Oleksandr Moroz el 27 de mayo de 2007, en un intento de resolver la crisis política ucraniana iniciada el 2 de abril de 2007 con el decreto presidencial de disolución del parlamento ucraniano.
Una alianza entre dos bloques electorales asociados a la Revolución Naranja han conseguido una apretada victoria.

### Campaña presidencial de 2010

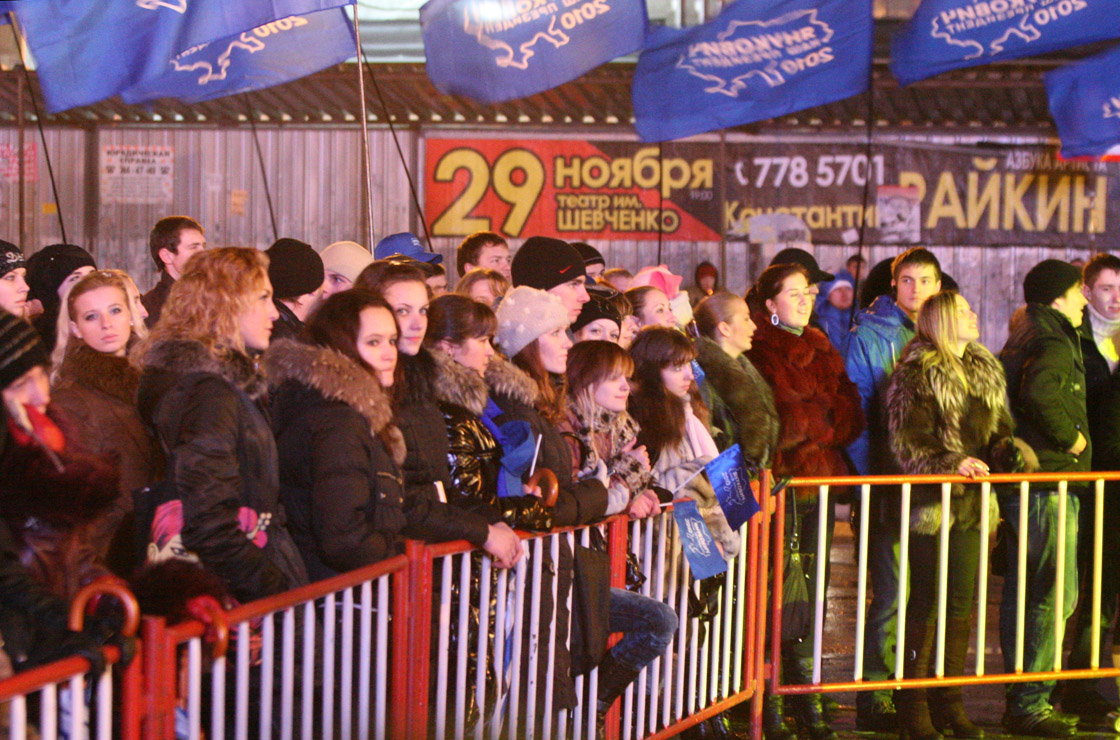
Simpatizantes de Yanukóvich durante una campaña electoral, diciembre de 2009.

En 2009, Yanukóvich anunció su intención de presentarse a las elecciones presidenciales que se celebraban en las próximas elecciones de 2010. Su candidatura fue respaldada por el Partido de las Regiones y el Partido de la Juventud de Ucrania.

Resultado electoral de las elecciones presidenciales de Ucrania de 2010.

Los resultados de la votación anticipada de la primera vuelta de las elecciones celebradas el 17 de enero mostraban a Yanukóvich en primer lugar con el 35,8% de los votos.  Se enfrentó a una segunda vuelta el 7 de febrero de 2010 contra Timoshenko, que terminó en segundo lugar (con el 24,7% de los votos). Después del recuento, la Comisión Electoral Central de Ucrania declaró que Yanukovich ganó la segunda vuelta de las elecciones con el 48,95% de los votos en comparación con el 45,47% de Timoshenko.Los observadores electorales de la Organización para la Seguridad y la Cooperación en Europa (OSCE) dijeron que no había indicios de fraude grave y describieron la votación como una "impresionante demostración" de democracia.

## Presidencia de Ucrania (2010-2014)

### Investidura
El 16 de febrero, el Parlamento de Ucrania fijó el 25 de febrero de 2010 para la toma de posesión de Yanukóvich como presidente.El presidente ucraniano Viktor Yushchenko firmó un decreto que respaldaba un plan de eventos relacionados con la toma de posesión de Yanukóvich el 20 de febrero de 2010. Yushchenko también felicitó y deseó a Yanukovych "defender los intereses ucranianos y las tradiciones democráticas" en el cargo.

### Política doméstica
En medio de la polémica El 11 de marzo de 2010, los legisladores ucranianos formaron una nueva coalición que incluía al Bloque Lytvyn, el Partido Comunista de Ucrania y el Partido de las Regiones que condujo al Gobierno de Azarov. 235 diputados de los 450 miembros del Parlamento firmaron el acuerdo de coalición.

#### Poderes presidenciales
El 25 de junio de 2010, Yanukóvich criticó las enmiendas de 2004 a la Constitución ucraniana que debilitaban los poderes presidenciales, como el control sobre el nombramiento de los ministros del gobierno, transfiriendo esas funciones al Parlamento.

#### Política económica
El Partido de las Regiones de Yanukóvich quería aumentar las prestaciones sociales y aumentar los salarios y las pensiones. A finales de 2009, el Parlamento ucraniano aprobó una ley que aumentaba el salario mínimo y las pensiones. Como resultado de esto, el Fondo Monetario Internacional suspendió su programa de préstamos de emergencia para la crisis financiera ucraniana de 2008-2009. Según el FMI, la ley incumplió las promesas de controlar el gasto. Durante la campaña presidencial de 2010, Yanukóvich había declarado que defendería esta ley.

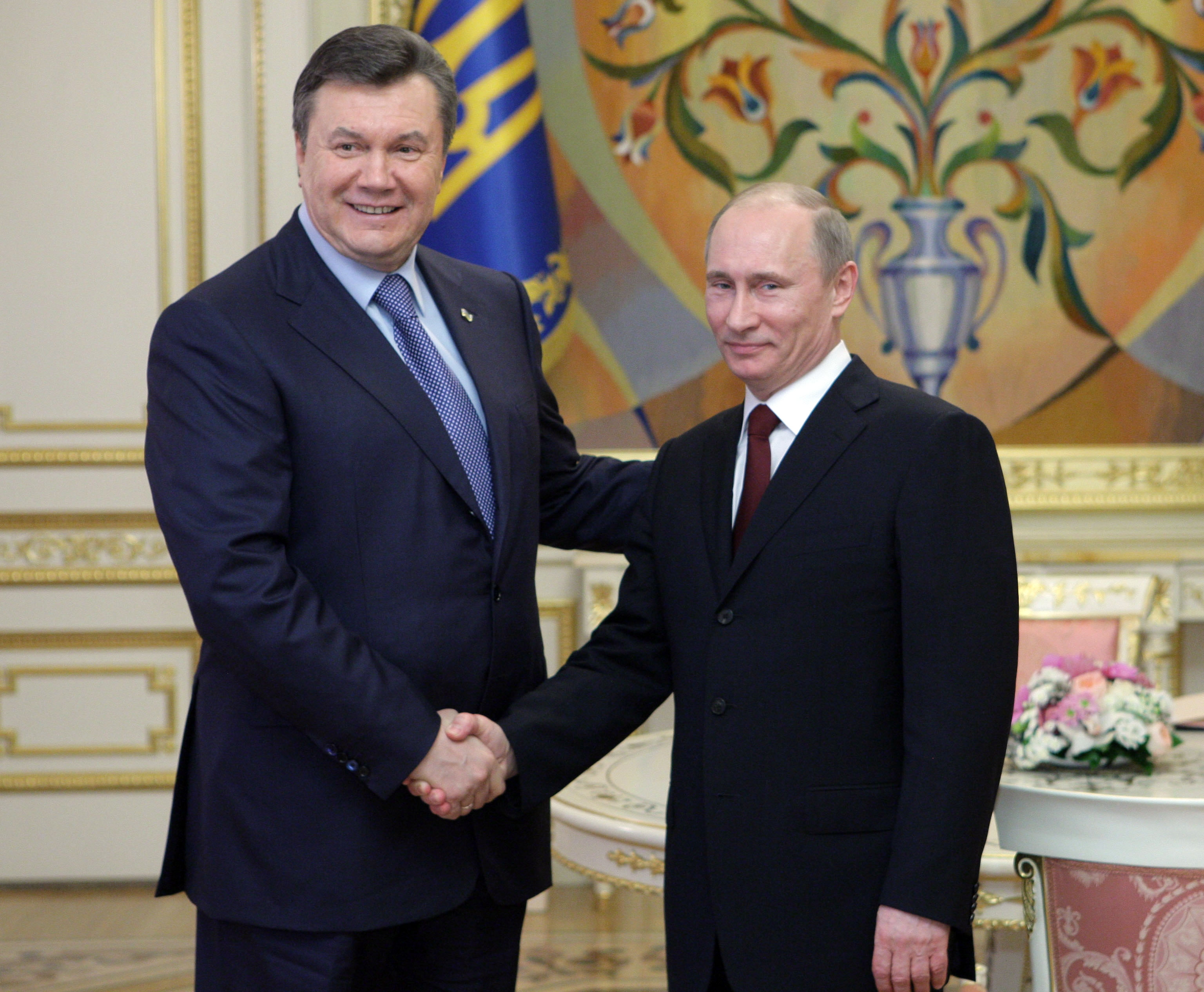
Yanukóvich y Vladímir Putin en 2011.

### Elecciones parlamentarias de 2012
En 2012, durante las elecciones parlamentarias ucranianas de ese año, el partido de las Regiones de Yanukóvich ganó las elecciones con el 30% frente al 25,5% del partido Patria de la encarcelada Yulia Timoshenko.

#### Oposición
Yanukóvich sufrió una reversión en su popularidad cuando en 2012 ocurrieron protestas contra el enjuiciamiento y arresto de la líder opositora y líder del bloque prooccidental y derechista, Yulia Tymoshenko, señalado como una jugada rencorosa y con fines políticos.[cita requerida] Los líderes occidentales europeos sabotearon  la Eurocopa 2012 no llevando a sus delegaciones a presenciar los encuentros. Aún peor fue a finales de julio cuando aprobó mediante ley la implementación del ruso como segunda lengua oficial, con la finalidad de recibir votos de las regiones del este y del sur, que cuentan con un alto gentilicio ruso. Para las elecciones Legislativas de Octubre, por primera vez desde 2004, la oposición se unió en un solo bloque en contra de Yanukóvich.[cita requerida]
Entre 2010 y 2013, el producto interno bruto (nominal) de Ucrania había crecido un 32,02 % hasta alcanzar los US$179 572 millones.

## Revolución del Euromaidán
Se conoce como Euromaidán (en ucraniano, Євромайда́н, Yevromaidán; «Europlaza») a una serie de manifestaciones y disturbios heterogéneos iniciada el 21 de noviembre de 2013 con grandes protestas en la Plaza de la Independencia en Kiev. Las protestas, de índole europeísta, independentista y nacionalista, se desencadenaron a raíz de la repentina decisión del presidente Viktor Yanukóvich de suspender el Acuerdo de Asociación entre la Unión Europea y Ucrania y fortalecer sus lazos con Rusia. Tras aprobar, por abrumadora mayoría, el parlamento ucraniano la ratificación del Acuerdo con la UE, Rusia habría presionado a Kiev para que lo rechazara. Los manifestantes se opusieron a lo que consideraban corrupción gubernamental generalizada, abuso de poder y violaciones de los derechos humanos. La organización no gubernamental Transparencia Internacional denunció a Yanukóvich como el principal ejemplo de corrupción en el mundo. La violenta dispersión de los manifestantes el 30 de noviembre de 2013 provocó aún más indignación en la población. El Euromaidán precipitó la renuncia del presidente el 22 de febrero de 2014 y significó el origen de la guerra ruso-ucraniana.
Tras la huida del presidente de Ucrania Víktor Yanukóvich en dirección desconocida el 21 de febrero de 2014, la Rada Suprema destituyó del cargo a Yanukóvich por «el abandono de sus funciones constitucionales». El 23 de febrero de 2014, el jefe del grupo parlamentario del Partido de las Regiones que lideraba Yanukóvich, Oleksandr Yefrémov, responsabilizó a Yanukóvich del saqueo del país y del derramamiento de sangre.
Más adelante, el 29 de marzo de 2014, el Congreso del Partido de las Regiones expulsaría de sus filas a Yanukóvich, Mikola Azárov, Oleksandr Klimenko, Serhiy Arbúzov, Valeriy Konovalyuk y Andréi Syshatski por 333 votos a favor, 45 en contra y 28 abstenciones.
Los sucesos se habían desencadenado en Kiev la noche del 21 de noviembre de 2013, un día después de que el Gobierno de Ucrania hubiera suspendido in extremis la firma del Acuerdo de Asociación y el Acuerdo de Libre Comercio con la Unión Europea (UE).
Aunque el 30 de marzo de 2012, Yanukóvich y los líderes de la UE habían acordado un estatuto de asociación de Ucrania con la UE, la entrada en vigor se fue aplazando y las negociaciones quedaron estancadas durante un año, entre otras razones porque una de las exigencias europeas era la liberación de Yulia Timoshenko y Yuri Lutsenko, opositores al Gobierno. Ello no impidió que durante los meses previos al inicio de las protestas, Yanukóvich prometiera realizar las reformas necesarias para seguir adelante con las negociaciones.
Sin embargo, sorprendentemente, el Gobierno ucraniano, encabezado por Mikola Azárov, publicó el 21 de noviembre de 2013 una nota oficial en la que informaba que el proceso de preparación de la firma del acuerdo quedaba «suspendido». Las razones esgrimidas fueron la caída en la producción industrial y el mantenimiento de relaciones con los países de la Comunidad de Estados Independientes. Yanukóvich asistió a la cumbre de la UE los días 28 y 29, tal como estaba previsto antes de la suspensión unilateral, pero solo para declinar la última oferta europea, de 600 millones de euros, por considerarla «humillante». Por su parte, Azárov reprochó a la UE y al Fondo Monetario Internacional la falta del apoyo económico que hubiera compensado el «divorcio comercial» con Rusia, a la vez que admitía que había sido Moscú quien había conminado a Kiev a no sellar el pacto.
A partir del 21 de noviembre, se produjeron en la plaza de la Independencia (en ucraniano, Maidán Nezalézhnosti) de la capital varias concentraciones que exigían al gobierno retomar el diálogo con la UE. Las convocatorias lograron congregar a cientos de miles de personas, que asistieron a discursos diarios de líderes políticos opositores y de figuras destacadas de la cultura, tanto ucranianas como extranjeras. Entre sus impulsores se encontraban organizaciones sociales, la oposición política —incluidos grupos ultranacionalistas y de extrema derecha, Sector Derecho y Svoboda— y las Iglesias ucranianas —como la Iglesia ortodoxa ucraniana del Patriarcado de Kiev—, con excepción de la Iglesia ortodoxa ucraniana del Patriarcado de Moscú. En las manifestaciones también participaron representantes de minorías étnicas (rusos, chechenos, tártaros de Crimea, judíos, georgianos, armenios y otros) y ciudadanos de otros países (Polonia, Bielorrusia, Georgia, Rusia y otros).
Las protestas desembocaron en disturbios, que fueron creciendo en intensidad, al punto de que hubo días en que muchos manifestantes continuaban sus protestas toda la noche, lo que hacía imposible su desalojo del lugar por parte de las autoridades. El 16 de enero, la Rada Suprema ordenó penas contra los manifestantes, el bloqueo de edificios administrativos y la instalación de tiendas de campaña. Esto fue tomado por los manifestantes como un veto a su derecho de manifestarse y protestar. Desde entonces, las protestas provocaron una escalada de violencia en rechazo a las nuevas leyes. Como resultado, el 22 de enero las manifestaciones registraron cinco muertos.
Entre tanto, las protestas se fueron expandiendo a lo largo del centro y oeste del país, con algunos focos en el este, mayoritariamente rusófono. La exigencia no era solo el cambio económico hacia Europa, sino la sustitución total de gobierno, lo que llevó a la dimisión de Azárov el 28 de enero y a que el Parlamento reunido en asamblea extraordinaria derogara las polémicas leyes que limitaban los derechos de manifestación y reunión.
La noche del 19 y 20 de febrero, Yanukóvich y los principales líderes de la oposición (Vitali Klichkó, Arseni Yatseniuk y Oleh Tiagnibok) acordaron una tregua y la retirada de las barricadas colocadas anteriormente en la plaza de la capital para contener a las fuerzas policiales. El 21 de febrero —tras el llamado «Jueves Negro» (20 de febrero) en el que murieron más de 60 manifestantes—, se aprobó un acuerdo entre ambas partes para adelantar las elecciones, formar un gobierno de transición, volver a la Constitución de Ucrania de 2004 y frenar la violencia.
En la madrugada del 21 al 22 de febrero, Yanukóvich, sin informar al parlamento, abandonó su lujosa residencia de Mezhyhirya, en las afueras de la capital, y desapareció en dirección desconocida —según declararía más adelante, lo hizo al temer por su vida y la de su familia—. Yanukóvich no firmó la reintroducción de la Constitución de 2004 que acordó ratificar en menos de 48 en el acuerdo previo antes de desaparecer. En la mañana del 22 de febrero, la Rada Suprema lo destituyó de su cargo por «abandono de sus funciones constitucionales» y tomó el control del país, votando, por mayoría constitucional, la vuelta a la Constitución de 2004, acordada el día anterior.

## Asilo en la Federación de Rusia
Yanukóvich afirmó que se seguía considerando el jefe de Estado legítimo de Ucrania y pidió a Rusia que garantizase su seguridad, solicitud que fue satisfecha según agencias locales rusas. Yanukóvich no reveló su paradero.

Me están llegando amenazas de represalias a mí y a mis allegados. Tengo que pedir a las autoridades de la Federación de Rusia que garanticen mi seguridad personal ante acciones extremistas
Víktor Yanukóvich

Yanukóvich aseguró que las decisiones que se adoptaron en el parlamento ucraniano se tomaron en ausencia de muchos de los miembros del Partido de las Regiones y de otros grupos, que temían por su vida y algunos de los cuales fueron víctimas de violencia y se vieron obligados a abandonar Ucrania de manera ilegal.

Yo, Víktor Fiódorovich Yanukóvich, me dirijo al pueblo de Ucrania. Como antes, me considero el jefe legítimo del Estado ucraniano, elegido por la voluntad libremente expresada de los ciudadanos ucranianos. [...] Lamentablemente, todo lo que ocurre ahora en la Rada Suprema de Ucrania no es legítimo"
Víktor Yanukóvich

Afirmó que cualquier orden que se diese a las Fuerzas Armadas y a los servicios de seguridad para intervenir en los asuntos internos políticos del país sería ilegal y criminal. Y anunció estar determinado a luchar hasta el fin por el cumplimiento de "los importantes acuerdos alcanzados para sacar a Ucrania de su profunda crisis política", en referencia al acuerdo que él mismo suscribió con la entonces oposición y la mediación de la Unión Europea.

Es evidente que el pueblo en el sureste de Ucrania y Crimea, zonas rusohablantes, no acepta el vacío de poder y lo que está ocurriendo en el país, cuando los dirigentes de los ministerios son elegidos por una muchedumbre en una plaza.
Víktor Yanukóvich

Yanukóvich se encuentra en búsqueda y captura desde el 24 de febrero de 2014, acusado de la muerte de manifestantes durante las protestas armadas contra su Gobierno. El ministro del Interior ucraniano anunció que se había abierto un proceso penal por "asesinato masivo de ciudadanos pacíficos".

## Controversia sobre su pasado judicial
En su juventud Yanukóvich estuvo dos veces en la cárcel cumpliendo condenas por cometer delitos comunes. Las dos penas le condenaron a un total de 5 años de cárcel. El 15 de diciembre de 1967, los tribunales lo condenaron a 3 años de prisión por delito de atraco, según el artículo 141 del Código penal de la RSS de Ucrania, como miembro de la banda criminal “Pivnovka”. Su pena fue rebajada a año y medio con motivo del 50 Aniversario de la Revolución bolchevique de octubre, pero el 8 de junio de 1970 fue condenado de nuevo, esta vez por el artículo 141 del Código penal, a dos años de prisión por causar graves heridas corporales en una riña. Este pasado criminal de Yanukóvich fue uno de los argumentos de sus oponentes durante la Revolución Naranja.
Los partidarios de Yanukóvich alegan que en 1978 el Tribunal Regional de la óblast de Donetsk le quitó las sanciones, y que por esto en 1980 Yanukóvich pudo ingresar al Partido Comunista de la Unión Soviética después de graduarse en la Universidad Técnica Nacional de Donetsk (por correspondencia) como ingeniero mecánico. Sus opositores afirman que esta absolución del Tribunal Regional es una falsificación.
El 8 de febrero de 2005, la Fiscalía de la óblast de Donetsk reinició las investigaciones sobre esta acusación. En junio de 2005 la investigación determinó que durante el período de 2002 a 2004 los partidarios de Yanukóvich falsificaron estos documentos, y que los documentos originales de 1978 desaparecieron.
El 25 de enero de 2006, el ministro del Interior de Ucrania, Yuri Lutsenko, declaró que la investigación de los documentos sobre la supuesta anulación de los antecedentes penales demostró que estos documentos habían sido falsificados.
Durante su estancia en el poder, Yanukóvich obtuvo los títulos de doctor en Ciencias Económicas y profesor. Sus opositores afirman que obtuvo los títulos inmerecidamente y usando los mecanismos del poder. Como ejemplo señalan la gran cantidad de errores ortográficos y de contenido que Yanukóvich comete en sus documentos y afirmaciones, incluyendo la planilla que llenó como candidato a presidente.
En clara alusión a Yanukóvich, el 24 de septiembre de 2007, Yulia Timoshenko, líder del bloque que lleva su nombre (BYUT), propuso prohibir por ley a las personas con antecedentes penales ocupar altos puestos de Estado, en particular, de presidente, primer ministro, diputado, miembro del Gobierno, juez y fiscal:

"En todos los países civilizados, los delincuentes puestos en libertad tras cumplir la cadena se encuentran bajo un riguroso control de la sociedad y los respectivos organismos controladores. En el mejor de los casos, les dan trabajo que no tiene gran importancia social. Sólo aquí, en Ucrania, tales individuos no encuentran ningún obstáculo para pretender a ser presidente del país, primer ministro o diputado. Hace falta poner fin a esa práctica. Si tales personas no se van ellas mismas, las quitaremos del poder por la ley."